# 住岡英毅
住岡 英毅（すみおか ひでき、1942年1月1日-）は、日本の教育学者、滋賀大学名誉教授、大阪青山大学教授。

## 来歴
広島県出身。1966年広島大学教育学部小学校教員養成課程卒、1971年同大学院教育学研究科博士課程退学、広島大学助手、1973年鈴峯女子短期大学講師、1974年滋賀大学教育学部講師、1976年助教授、1987年教授、2001-04年副学長、2007年定年退任、大阪青山大学教授。
1993年「プルードン教育思想の研究」で広島大学教育学博士。2020年、瑞宝中綬章受章。

## 著書
- 『生涯教育の人間関係』アカデミア出版会 1985
- 『プルードンの教育思想』アカデミア出版会 1995

### 共編著
- 『視る・集まる・学ぶ テレビ学習から地域づくりへ』片岡徳雄共著 日本放送出版協会 1981
- 『生涯学習』讃岐幸治共編著 ミネルヴァ書房 教職専門シリーズ 1994
- 『生涯学習社会』讃岐幸治共編著 ミネルヴァ書房 Minerva教職講座 2001
- 『地域で創る学びのシステム 淡海生涯カレッジの挑戦』梅田修,神部純一共著 ミネルヴァ書房 2009

## 論文
- Cinii